# Férfi 4 × 100 méteres váltófutás a 2005. évi nyári európai ifjúsági olimpiai fesztiválon
A 2005. évi nyári európai ifjúsági olimpiai fesztiválon az atlétikai versenyszámokat Lignano Sabbiadoróban rendezték. A férfi 4 x 100 méteres váltófutás előfutamait július 07-én, a döntőt pedig július 08-án rendezték.

## Előfutamok
Mindkét előfutam első két helyezettje (Q) illetve a további legjobb 2 időeredménnyel (q) rendelkező csapat jutott tovább a döntőbe. Minden nemzet egyetlen négyfős csapattal képviselhette magát.
| H | Futam | Nemzet             | Versenyzők                                                                                     | E     | Mj  |
| - | ----- | ------------------ | ---------------------------------------------------------------------------------------------- | ----- | --- |
| 1 | 1     | Hollandia          | Giovanni Orl Codrington Michael-Pat Phil Anpong Marius Jonat Kranendonk Jorèn Eugene Ale Tromp | 41.63 | Q   |
| 2 | 2     | Franciaország      | Thomas Martinot Lagarde Nyls Nubret Damien Mech Julien Klisz                                   | 42.24 | Q   |
| 3 | 2     | Spanyolország      | Santiago Albero Juan Ramon Barragan David Hernandez Luis Wee                                   | 42.34 | Q   |
| 4 | 2     | Portugália         | Marcos Coelho Pedro Fontes Carlos Pinheiro Joao Almeida                                        | 42.55 | q   |
| 5 | 2     | Egyesült Királyság | Alexander Al-Ameen Nigel Levine Ryan Oswald Ashley Harris                                      | 42.85 | q   |
| 6 | 1     | Németország        | Stefan Estelmann Michael Winkler Eugen Wisotzki Soren Ludolph                                  | 43.00 | Q   |
| 7 | 1     | Bulgária           | Vasil Dimitrov Stanislav Stanishev Sava Todorov Venelin Tsonev                                 | 44.50 |     |
| 8 | 2     | Görögország        | Fotios Vlamis Panagiotis Kounis Tilemachos Routas Konstantinos Kampanis                        | 45.40 |     |
| - | 1     | Olaszország        | Giuseppe Aita Rocco Bolgan Stefano Tedesco Matteo Galvan                                       | -     | DNF |
| - | 1     | Horvátország       | Thiomir Henc Dino Kudec Dejan Cepanec Karlo Stipcevic                                          | -     | DNS |

## Döntő
| H     | Nemzet             | Versenyzők                                                                                     | E     | Mj  |
| ----- | ------------------ | ---------------------------------------------------------------------------------------------- | ----- | --- |
| Arany | Hollandia          | Giovanni Orl Codrington Michael-Pat Phil Anpong Marius Jonat Kranendonk Jorèn Eugene Ale Tromp | 41.77 |     |
| Ezüst | Spanyolország      | Santiago Albero Antonio Lorenzo David Hernandez Luis Wee                                       | 41.81 |     |
| Bronz | Franciaország      | Thomas Martinot Lagarde Nyls Nubret Damien Mech Julien Klisz                                   | 41.89 |     |
| 4     | Portugália         | Marcos Coelho Pedro Fontes Carlos Pinheiro Joao Almeida                                        | 42.49 |     |
| 5     | Egyesült Királyság | Alexander Al-Ameen Nigel Levine Ryan Oswald Ashley Harris                                      | 42.52 |     |
| -     | Németország        | Stefan Estelmann Michael Winkler Eugen Wisotzki Soren Ludolph                                  | -     | DNF |